# Lastra a Signa
Lastra a Signa is een gemeente in de Italiaanse provincie Florence (regio Toscane) en telt 18.531 inwoners (31-12-2004). De oppervlakte bedraagt 43,1 km2, de bevolkingsdichtheid is 430 inwoners per km2.
De volgende frazioni maken deel uit van de gemeente: Ponte a Signa, Porto di Mezzo, La Lisca, Brucianesi, Malmantile, Ginestra Fiorentina, Marliano, Vigliano, Carcheri.

## Demografie
Lastra a Signa telt ongeveer 7227 huishoudens. Het aantal inwoners steeg in de periode 1991-2001 met 3,0% volgens cijfers uit de tienjaarlijkse volkstellingen van ISTAT.
| Jaar | Inwoneraantal |
| ---- | ------------- |
| 1991 | 17.416        |
| 2001 | 17.938        |

## Geografie
De gemeente ligt op ongeveer 36 m boven zeeniveau.
Plaatsen in de gemeente zijn Bracciatica, Brucianesi, Calcinaia, Carcheri, Ginestra Fiorentina, Inno, La Lisca, La Luna, Malmantile, Marliano, Ponte a Signa, Porto di Mezzo, Quattro Strade, San Martino a Gangalandi, San Romolo, Sant'Ilario a Settimo en Stagno.
Lastra a Signa grenst aan de volgende gemeenten: Carmignano (PO), Montelupo Fiorentino, Montespertoli, Scandicci, Signa.